# Pete Costanza
Pete Costanza (né le 19 mai 1913 à New York et mort le 28 juin 1984 à Hacksenasck) est un dessinateur de bande dessinée et illustrateur américain. Il est principalement connu pour son travail sur Captain Marvel chez Fawcett Comics durant l'âge d'or des comics.